# ブルックス&ダン
ブルックス&ダン（Brooks & Dunn）は、アメリカ合衆国のカントリー・ミュージック・デュオ。双方とも歌手で作曲家のキックス・ブルックスとロニー・ダンで構成される。1990年、Tim DuBoisの提案、で、それまでソロで活動していた2人により結成された。ブルックスはジョン・コンリー、ニッティ・グリッティ・ダート・バンド、ハイウェイ101などの1位になったシングル曲を作曲。1980年代、ブルックスとダンもそれぞれソロ曲がチャート入りし、1989年、ブルックスはキャピトル・レコードからアルバムを発表。
1991年にアリスタ・ナッシュビルと契約し、様々なアルバムを発表。また50枚を超えるシングルを発表し、うち20枚がビルボードのカントリー・チャートで1位となり、他にもトップ10入りしたものが多い。1位となった曲のうち、B・W・スティーヴンソンのカバーである「My Maria」(1996年)、「Ain't Nothing 'bout You」(2001年)は、ビルボードのカントリー・チャートの年間トップとなった。「Ain't Nothing 'bout You」は6週間1位となり、デュオとしては最長となっている。彼らの曲のいくつかはBillboard Hot 100にもランクインし、「'Ain't Nothing 'bout You」と「Red Dirt Road」は共に最高25位となった。ブルックス&ダンは2000年を除き1992年から2006年まで毎年CMAアワードの最優秀ボーカル・デュオ賞を受賞してきた。1994年の「Hard Workin' Man」、1996年の「My Maria」は、グラミー賞最優秀カントリー・パフォーマンス賞ボーカル入りデュオまたはグループ部門を受賞。2枚を除く彼らのスタジオ・アルバムのすべてがアメリカレコード協会によりプラチナまたはそれ以上に認定された。1991年のデビュー・アルバム『Brand New Man』は、出荷枚数600万枚で自己最高となった。
2人の作風は、2人の声質や舞台での振舞い同様、カントリーおよびロックが主体でありつつホンキートンクの影響も受けるなど多岐にわたるが、型通りの曲という批判もある。1992年のシングル「Boot Scootin' Boogie」は、全米におけるラインダンスの人気復活に助力し、2001年の「Only in America」は、ジョージ・W・ブッシュおよびバラク・オバマのアメリカ合衆国大統領選挙キャンペーンで使用された。ブルックス&ダンはリーバ・マッキンタイア、ヴィンス・ギル、シェリル・クロウ、マック・パウエル、ビリー・ギブソンズ、ジェリー・ジェフ・ウォーカーなどとコラボレートしている。
2009年8月に解散を発表し、2010年9月2日のテネシー州ナッシュビルのブリヂストン・アリーナでファイナル・コンサートを行なった。ブルックスもダンも、2015年の再結成までアリスタ・ナッシュビルにてソロで活動してきた。2011年、ダンはカントリー・チャートで10位以内に入ったシングル「Bleed Red」を含むアルバム『Ronnie Dunn』を、2012年9月、ブルックスはアルバム『New to This Town』を発表した。

## 音楽スタイル
オールミュージックのスティーヴ・ヒューイはブルックスとダンの声質を比較し、「ダンは魂のこもった重低音で、ブルックスはエネルギッシュなパフォーマーである」と語った。また彼は彼らのサウンドを「典型的なやんちゃ者でありながらパンチの効いたホンキートンク、スムースでありながらダンスに最適なビート、ポップスのようなバラードなど様々な様相を見せる」と語った。書籍『The New Generation of County Music Stars』(カントリー・ミュージック・スターの新世代、の意)の中でDavid Dicaireは、ダンは静かな激しさを持つ魂のこもった声の伝統的なカントリー歌手で、ブルックスはダンの音楽性とは正反対でエネルギッシュなパフォーマーであり、2人は完璧なバランスを保っていると解説した。ブルックスは「Lost and Found」、「Rock My World」、「You're Gonna Miss Me When I'm Gone」、「Mama Don't Get Dressed Up for Nothing」、「Why Would I Say Goodbye」、「South of Santa Fe」でリード・ボーカルを務めた。

## スリム&ハウディ
ブルックス&ダンのスタジオ・アルバムのライナーノーツには彼らをカウボーイになぞらえた架空の人物スリム&ハウディが登場する。2008年後期、ビル・フィッツヒューと共に『The Adventures of Slim and Howdy』(スリム&ハウディの冒険、の意)を著した。

## ディスコグラフィ

### スタジオ・アルバム
- Brand New Man (1991年)
- 『ハード・ワーキン・マン』 - Hard Workin' Man (1993年)
- 『ウェイティン・オン・サンダウン』 - Waitin' on Sundown (1994年)
- Borderline (1996年)
- If You See Her (1998年)
- Tight Rope (1999年)
- Steers & Stripes (2001年)
- Red Dirt Road (2003年)
- Hillbilly Deluxe (2005年)
- Cowboy Town (2007年)
- Reboot (2019年)
- Reboot II (2024年)

### コンピレーション・アルバム
- The Greatest Hits Collection (1997年)
- Super Hits (1999年)
- The Greatest Hits Collection II (2004年)
- Playlist: The Very Best of Brooks & Dunn (2008年)
- #1's... and Then Some (2009年)

### ホリデイ・アルバム
- It Won't Be Christmas Without You (2002年)

## 受賞歴
ブルックス&ダンは、CMAアワード17回、ACMアワードを26回、グラミー賞を2回受賞している。